# جوزپه ساکونی
 جوزپه ساکونی (انگلیسی: Giuseppe Sacconi؛ ۵ ژوئیهٔ ۱۸۵۴ – ۲۳ ژوئیهٔ ۱۹۰۵) یک معمار اهل ایتالیا بود.